# El Guerrara (distrito)
El Guerrara é um distrito localizado na província de Ghardaïa, Argélia, e cuja capital é a cidade de mesmo nome, El Guerrara.

## Municípios
O distrito consiste de apenas um município:
- El Guerrara